# 香港電影金像獎最佳攝影
香港電影金像獎最佳攝影是現行頒發的獎項，於1983年創立，表彰當年香港電影中最出色的電影摄影。

## 得奖和提名名单
|  | 獲獎者 |

### 1980年代（1983 — 1989 年）
| 年份 （屆次）    | 姓名                                   | 片名           | 來源  |
| ---------------- | -------------------------------------- | -------------- | ----- |
| 1983年 （第2屆） | 黃岳泰                                 | 《夜驚魂》     | [ 1 ] |
| 1983年 （第2屆） | 黎萃明、鍾志文                         | 《殺出西營盤》 | [ 1 ] |
| 1983年 （第2屆） | 黃仲標                                 | 《烈火青春》   | [ 1 ] |
| 1983年 （第2屆） | 湯寶生                                 | 《靚妹仔》     | [ 1 ] |
| 1983年 （第2屆） | 黃岳泰                                 | 《再生人》     | [ 1 ] |
| 1983年 （第2屆） | 黃宗基                                 | 《投奔怒海》   | [ 1 ] |
| 1984年 （第3屆） | 黃仲標                                 | 《花城》       | [ 2 ] |
| 1984年 （第3屆） | 邵元智、陳俊傑、敖志君、林亞杜、黃岳泰 | 《打擂台》     | [ 2 ] |
| 1984年 （第3屆） | 古國華                                 | 《我愛夜來香》 | [ 2 ] |
| 1984年 （第3屆） | 陳樂儀                                 | 《半邊人》     | [ 2 ] |
| 1984年 （第3屆） | 湯寶生、楊林                           | 《垂簾聽政》   | [ 2 ] |
| 1985年 （第4屆） | 黎萃明                                 | 《等待黎明》   | [ 3 ] |
| 1985年 （第4屆） | 潘恆生                                 | 《似水流年》   | [ 3 ] |
| 1985年 （第4屆） | 古國華                                 | 《省港旗兵》   | [ 3 ] |
| 1985年 （第4屆） | 何東尼                                 | 《倾城之恋》   | [ 3 ] |
| 1985年 （第4屆） | 陳萬輝                                 | 《少女日記》   | [ 3 ] |
| 1986年 （第5屆） | 潘恆生                                 | 《生死線》     | [ 4 ] |
| 1986年 （第5屆） | 黃仲標                                 | 《女人心》     | [ 4 ] |
| 1986年 （第5屆） | 林亞杜                                 | 《1/2段情》    | [ 4 ] |
| 1986年 （第5屆） | 敖志君                                 | 《殭屍先生》   | [ 4 ] |
| 1986年 （第5屆） | 張耀祖                                 | 《警察故事》   | [ 4 ] |
| 1987年 （第6屆） | 杜可風                                 | 《老娘夠騷》   | [ 5 ] |
| 1987年 （第6屆） | 黃永恆                                 | 《刀馬旦》     | [ 5 ] |
| 1987年 （第6屆） | 黃仲標                                 | 《夢中人》     | [ 5 ] |
| 1987年 （第6屆） | 潘恆生                                 | 《刀馬旦》     | [ 5 ] |
| 1987年 （第6屆） | 陳樂儀、陳炳林                         | 《美國心》     | [ 5 ] |
| 1988年 （第7屆） | James Hayman、鍾志文                   | 《秋天的童話》 | [ 6 ] |
| 1988年 （第7屆） | 西木小二                               | 《書劍恩仇錄》 | [ 6 ] |
| 1988年 （第7屆） | 林國華                                 | 《最後勝利》   | [ 6 ] |
| 1988年 （第7屆） | 潘恆生、劉滿棠、黃永恆                 | 《倩女幽魂》   | [ 6 ] |
| 1988年 （第7屆） | 鮑起鳴                                 | 《衛斯理傳奇》 | [ 6 ] |
| 1989年 （第8屆） | 鍾志文                                 | 《七小福》     | [ 7 ] |
| 1989年 （第8屆） | 劉偉強                                 | 《旺角卡門》   | [ 7 ] |
| 1989年 （第8屆） | 黃仲標                                 | 《胭脂扣》     | [ 7 ] |
| 1989年 （第8屆） | 鮑起鳴、潘恆生                         | 《喜寶》       | [ 7 ] |
| 1989年 （第8屆） | 黃仲標                                 | 《群鶯亂舞》   | [ 7 ] |

### 1990年代（1990 — 1999 年）
| 年份 （屆次）     | 姓名                                           | 片名                     | 來源   |
| ----------------- | ---------------------------------------------- | ------------------------ | ------ |
| 1990年 （第9屆）  | 鮑起鳴                                         | 《不脫襪的人》           | [ 8 ]  |
| 1990年 （第9屆）  | 杜可風                                         | 《說謊的女人》           | [ 8 ]  |
| 1990年 （第9屆）  | 黃永恆、鮑起鳴                                 | 《喋血双雄》             | [ 8 ]  |
| 1990年 （第9屆）  | 黃仲標                                         | 《八両金》               | [ 8 ]  |
| 1990年 （第9屆）  | 潘恆生                                         | 《急凍奇俠》             | [ 8 ]  |
| 1991年 （第10屆） | 杜可風                                         | 《阿飛正傳》             | [ 9 ]  |
| 1991年 （第10屆） | 林國華、陳沛佳、黃永恆、Som Chai Kittikun      | 《喋血街頭》             | [ 9 ]  |
| 1991年 （第10屆） | 馬楚成                                         | 《川島芳子》             | [ 9 ]  |
| 1991年 （第10屆） | 馬楚成                                         | 《愛在別鄉的季節》       | [ 9 ]  |
| 1991年 （第10屆） | 鮑起鳴、李新業                                 | 《古今大戰秦俑情》       | [ 9 ]  |
| 1991年 （第10屆） | 潘恆生                                         | 《滾滾紅塵》             | [ 9 ]  |
| 1992年 （第11屆） | 鮑起鳴                                         | 《九一神鵰俠侶》         | [ 10 ] |
| 1992年 （第11屆） | 李子衡、劉偉強                                 | 《五億探長雷洛傳》       | [ 10 ] |
| 1992年 （第11屆） | 黃仲標、鍾志文、鮑起鳴、敖志君                 | 《何日君再來》           | [ 10 ] |
| 1992年 （第11屆） | 鮑起鳴                                         | 《衛斯理之霸王卸甲》     | [ 10 ] |
| 1992年 （第11屆） | 鍾志文、黃仲標、黃岳泰、林國華、陳東村、陳沛佳 | 《黃飛鴻》               | [ 10 ] |
| 1993年 （第12屆） | 潘恆生                                         | 《阮玲玉》               | [ 11 ] |
| 1993年 （第12屆） | 李德成                                         | 《霧都情仇》             | [ 11 ] |
| 1993年 （第12屆） | 黃岳泰                                         | 《黃飛鴻之二男兒當自強》 | [ 11 ] |
| 1993年 （第12屆） | 劉滿棠、黃岳泰                                 | 《新龍門客棧》           | [ 11 ] |
| 1993年 （第12屆） | 鍾志文                                         | 《武狀元蘇乞兒》         | [ 11 ] |
| 1994年 （第13屆） | 鮑德熹                                         | 《白髮魔女傳》           | [ 12 ] |
| 1994年 （第13屆） | 黃仲標                                         | 《天台的月光》           | [ 12 ] |
| 1994年 （第13屆） | 鍾志文、敖志君                                 | 《大鬧廣昌隆》           | [ 12 ] |
| 1994年 （第13屆） | Andrew Lesnie、黃岳泰                          | 《誘僧》                 | [ 12 ] |
| 1994年 （第13屆） | 黃岳泰                                         | 《天長地久》             | [ 12 ] |
| 1995年 （第14屆） | 杜可風                                         | 《東邪西毒》             | [ 13 ] |
| 1995年 （第14屆） | 鮑德熹                                         | 《花旗少林》             | [ 13 ] |
| 1995年 （第14屆） | 張東亮                                         | 《94獨臂刀之情》         | [ 13 ] |
| 1995年 （第14屆） | 黃岳泰                                         | 《等著你回來》           | [ 13 ] |
| 1995年 （第14屆） | 杜可風、劉偉強                                 | 《重慶森林》             | [ 13 ] |
| 1996年 （第15屆） | 杜可風                                         | 《墮落天使》             | [ 14 ] |
| 1996年 （第15屆） | 黃永恆                                         | 《和平饭店》             | [ 14 ] |
| 1996年 （第15屆） | 鮑德熹                                         | 《夜半歌聲》             | [ 14 ] |
| 1996年 （第15屆） | 黃岳泰                                         | 《狂野生死戀》           | [ 14 ] |
| 1996年 （第15屆） | 劉偉強                                         | 《不道德的禮物》         | [ 14 ] |
| 1997年 （第16屆） | 馬楚成                                         | 《甜蜜蜜》               | [ 15 ] |
| 1997年 （第16屆） | 黃岳泰                                         | 《浪漫風暴》             | [ 15 ] |
| 1997年 （第16屆） | 杜可風                                         | 《風月》                 | [ 15 ] |
| 1997年 （第16屆） | 潘恆生                                         | 《新上海灘》             | [ 15 ] |
| 1997年 （第16屆） | 黃岳泰                                         | 《衝鋒隊：怒火街頭》     | [ 15 ] |
| 1998年 （第17屆） | 黃岳泰                                         | 《宋家皇朝》             | [ 16 ] |
| 1998年 （第17屆） | 黃永恆                                         | 《一個字頭的誕生》       | [ 16 ] |
| 1998年 （第17屆） | 張文寶                                         | 《神偷諜影》             | [ 16 ] |
| 1998年 （第17屆） | 李屏賓                                         | 《半生緣》               | [ 16 ] |
| 1998年 （第17屆） | 杜可風                                         | 《春光乍洩》             | [ 16 ] |
| 1999年 （第18屆） | 黃岳泰                                         | 《不夜城》               | [ 17 ] |
| 1999年 （第18屆） | 關本良                                         | 《愈快樂愈墮落》         | [ 17 ] |
| 1999年 （第18屆） | 鮑德熹                                         | 《安娜瑪德蓮娜》         | [ 17 ] |
| 1999年 （第18屆） | 劉偉強                                         | 《風雲雄霸天下》         | [ 17 ] |
| 1999年 （第18屆） | 馬楚成                                         | 《玻璃之城》             | [ 17 ] |

### 2000年代（2000 — 2009 年）
| 年份 （屆次）     | 姓名                   | 片名                    | 來源   |
| ----------------- | ---------------------- | ----------------------- | ------ |
| 2000年 （第19屆） | 黃岳泰                 | 《紫雨风暴》            | [ 18 ] |
| 2000年 （第19屆） | Ross Clarkson          | 《目露凶光》            | [ 18 ] |
| 2000年 （第19屆） | 鮑德熹                 | 《半支煙》              | [ 18 ] |
| 2000年 （第19屆） | 馬楚成、陳國雄         | 《星願》                | [ 18 ] |
| 2000年 （第19屆） | 黃岳泰                 | 《特警新人類》          | [ 18 ] |
| 2001年 （第20屆） | 鮑德熹                 | 《臥虎藏龍》            | [ 19 ] |
| 2001年 （第20屆） | 關本良                 | 《薰衣草》              | [ 19 ] |
| 2001年 （第20屆） | 姜國民                 | 《夏日的麼麼茶》        | [ 19 ] |
| 2001年 （第20屆） | 杜可風、李屏賓         | 《花樣年華》            | [ 19 ] |
| 2001年 （第20屆） | 馬楚成、陳國雄         | 《夏日的麼麼茶》        | [ 19 ] |
| 2002年 （第21屆） | 黃岳泰                 | 《幽靈人間》            | [ 20 ] |
| 2002年 （第21屆） | 關柏、鄺庭和           | 《少林足球》            | [ 20 ] |
| 2002年 （第21屆） | 鮑德熹                 | 《北京樂與路》          | [ 20 ] |
| 2002年 （第21屆） | 鍾有添                 | 《遊園驚夢》            | [ 20 ] |
| 2002年 （第21屆） | 楊濤、張健             | 《藍宇》                | [ 20 ] |
| 2003年 （第22屆） | 杜可風                 | 《英雄》                | [ 21 ] |
| 2003年 （第22屆） | 鮑德熹                 | 《天脈傳奇》            | [ 21 ] |
| 2003年 （第22屆） | 劉偉強、黎耀輝         | 《無間道》              | [ 21 ] |
| 2003年 （第22屆） | 杜可風                 | 《三更之回家》          | [ 21 ] |
| 2003年 （第22屆） | 黃岳泰                 | 《雙瞳》                | [ 21 ] |
| 2004年 （第23屆） | 黃岳泰                 | 《戀之風景》            | [ 22 ] |
| 2004年 （第23屆） | 鄭兆強                 | 《PTU》                 | [ 22 ] |
| 2004年 （第23屆） | 潘耀明                 | 《雙雄》                | [ 22 ] |
| 2004年 （第23屆） | 劉偉強、伍文拯         | 《無間道II》            | [ 22 ] |
| 2004年 （第23屆） | 劉偉強、伍文拯         | 《無間道III：終極無間》 | [ 22 ] |
| 2005年 （第24屆） | 杜可風、黎耀輝、關本良 | 《2046》                | [ 23 ] |
| 2005年 （第24屆） | 潘耀明                 | 《大城小事》            | [ 23 ] |
| 2005年 （第24屆） | 潘恆生                 | 《功夫》                | [ 23 ] |
| 2005年 （第24屆） | 姜國民                 | 《旺角黑夜》            | [ 23 ] |
| 2005年 （第24屆） | 杜可風                 | 《餃子》                | [ 23 ] |
| 2006年 （第25屆） | 鮑德熹                 | 《如果·愛》             | [ 24 ] |
| 2006年 （第25屆） | 姜國民                 | 《七劍》                | [ 24 ] |
| 2006年 （第25屆） | 鮑德熹                 | 《無極》                | [ 24 ] |
| 2006年 （第25屆） | 鄭兆強                 | 《黑社會》              | [ 24 ] |
| 2006年 （第25屆） | 劉偉強、黎耀輝、伍文拯 | 《頭文字D》             | [ 24 ] |
| 2007年 （第26屆） | 劉偉強、黎耀輝         | 《傷城》                | [ 25 ] |
| 2007年 （第26屆） | 李屏賓                 | 《父子》                | [ 25 ] |
| 2007年 （第26屆） | 林志堅                 | 《伊莎貝拉》            | [ 25 ] |
| 2007年 （第26屆） | 鄭兆強                 | 《放·逐》               | [ 25 ] |
| 2007年 （第26屆） | 趙小丁                 | 《满城尽带黄金甲》      | [ 25 ] |
| 2008年 （第27屆） | 黃岳泰                 | 《投名狀》              | [ 26 ] |
| 2008年 （第27屆） | 林志堅                 | 《出埃及記》            | [ 26 ] |
| 2008年 （第27屆） | 關本良、余力為         | 《姨媽的后現代生活》    | [ 26 ] |
| 2008年 （第27屆） | 鄭兆強                 | 《神探》                | [ 26 ] |
| 2008年 （第27屆） | 姜國民                 | 《門徒》                | [ 26 ] |
| 2009年 （第28屆） | 黃岳泰                 | 《畫皮》                | [ 27 ] |
| 2009年 （第28屆） | 張東亮                 | 《三國之見龍卸甲》      | [ 27 ] |
| 2009年 （第28屆） | 呂樂、張黎             | 《赤壁》                | [ 27 ] |
| 2009年 （第28屆） | 鄭兆強                 | 《文雀》                | [ 27 ] |
| 2009年 （第28屆） | 柯星沛                 | 《葉問》                | [ 27 ] |

### 2010年代（2010 — 2019 年）
| 年份 （屆次）     | 姓名           | 片名                                      | 來源   |
| ----------------- | -------------- | ----------------------------------------- | ------ |
| 2010年 （第29屆） | 黃岳泰         | 《十月围城》                              | [ 28 ] |
| 2010年 （第29屆） | 呂樂、張黎     | 《赤壁》                                  | [ 28 ] |
| 2010年 （第29屆） | 潘耀明         | 《白銀帝國》                              | [ 28 ] |
| 2010年 （第29屆） | 北信康         | 《新宿事件》                              | [ 28 ] |
| 2010年 （第29屆） | 秦鼎昌         | 《淚王子》                                | [ 28 ] |
| 2011年 （第30屆） | 鮑德熹         | 《孔子：決戰春秋》                        | [ 29 ] |
| 2011年 （第30屆） | 關智耀         | 《東風破》                                | [ 29 ] |
| 2011年 （第30屆） | 陳志英、陳楚強 | 《狄仁傑之通天帝國》                      | [ 29 ] |
| 2011年 （第30屆） | 潘恆生         | 《葉問2》                                 | [ 29 ] |
| 2011年 （第30屆） | 黃永恆         | 《劍雨》                                  | [ 29 ] |
| 2012年 （第31屆） | 包軒鳴、黎耀輝 | 《武俠》                                  | [ 30 ] |
| 2012年 （第31屆） | 余力為         | 《桃姐》                                  | [ 30 ] |
| 2012年 （第31屆） | 蔡崇輝         | 《龍門飛甲》                              | [ 30 ] |
| 2012年 （第31屆） | 潘耀明         | 《竊聽風雲2》                             | [ 30 ] |
| 2012年 （第31屆） | 趙非           | 《让子弹飞》                              | [ 30 ] |
| 2013年 （第32屆） | 潘耀明         | 《聽風者》                                | [ 31 ] |
| 2013年 （第32屆） | 劉偉強、關智耀 | 《大上海》                                | [ 31 ] |
| 2013年 （第32屆） | 陳志英         | 《消失的子彈》                            | [ 31 ] |
| 2013年 （第32屆） | 謝忠道         | 《逆戰》                                  | [ 31 ] |
| 2013年 （第32屆） | 潘耀明         | 《聽風者》                                | [ 31 ] |
| 2014年 （第33屆） | 菲利浦·勒苏德  | 《一代宗師》                              | [ 32 ] |
| 2014年 （第33屆） | 潘耀明         | 《掃毒》                                  | [ 32 ] |
| 2014年 （第33屆） | 關智耀         | 《救火英雄》                              | [ 32 ] |
| 2014年 （第33屆） | 伍啟銘         | 《殭屍》                                  | [ 32 ] |
| 2014年 （第33屆） | 謝忠道         | 《激戰》                                  | [ 32 ] |
| 2015年 （第34屆） | 王昱           | 《黃金時代》                              | [ 33 ] |
| 2015年 （第34屆） | 趙非           | 《太平輪：亂世浮生》                      | [ 33 ] |
| 2015年 （第34屆） | 林華全         | 《那夜凌晨，我坐上了旺角開往大埔的紅VAN》 | [ 33 ] |
| 2015年 （第34屆） | 伍啟銘         | 《黃飛鴻之英雄有夢》                      | [ 33 ] |
| 2015年 （第34屆） | 潘耀明         | 《竊聽風雲3》                             | [ 33 ] |
| 2016年 （第35屆） | 杜可風         | 《踏血尋梅》                              | [ 34 ] |
| 2016年 （第35屆） | 王昱           | 《三城記》                                | [ 34 ] |
| 2016年 （第35屆） | 陳楚強         | 《破風》                                  | [ 34 ] |
| 2016年 （第35屆） | 蔡崇輝         | 《智取威虎山》                            | [ 34 ] |
| 2016年 （第35屆） | 謝忠道         | 《葉問3》                                 | [ 34 ] |
| 2017年 （第36屆） | 鮑德熹、曹郁   | 《擺渡人》                                | [ 35 ] |
| 2017年 （第36屆） | 包軒鳴、余靜萍 | 《七月与安生》                            | [ 35 ] |
| 2017年 （第36屆） | 鄭兆強、陶鴻武 | 《三人行》                                | [ 35 ] |
| 2017年 （第36屆） | 柯星沛         | 《點五步》                                | [ 35 ] |
| 2017年 （第36屆） | 關智耀         | 《寒戰II》                                | [ 35 ] |
| 2018年 （第37屆） | 關智耀         | 《追龍》                                  | [ 36 ] |
| 2018年 （第37屆） | 余力為         | 《明月幾時有》                            | [ 36 ] |
| 2018年 （第37屆） | 譚運佳         | 《空手道》                                | [ 36 ] |
| 2018年 （第37屆） | 李屏賓         | 《相愛相親》                              | [ 36 ] |
| 2018年 （第37屆） | 謝忠道         | 《殺破狼·貪狼》                           | [ 36 ] |
| 2019年 （第38屆） | 關智耀         | 《無雙》                                  | [ 37 ] |
| 2019年 （第38屆） | 譚家豪         | 《G殺》                                   | [ 37 ] |
| 2019年 （第38屆） | 蔡崇輝 (香港)  | 《狄仁傑之四大天王》                      | [ 37 ] |
| 2019年 （第38屆） | 馮遠文、黃永恆 | 《紅海行動》                              | [ 37 ] |
| 2019年 （第38屆） | 潘耀明         | 《捉妖記2》                               | [ 37 ] |

### 2020年代（2020 — 至今）
| 年份 （屆次）     | 姓名                 | 片名               | 來源   |
| ----------------- | -------------------- | ------------------ | ------ |
| 2020年 （第39屆） | 余靜萍               | 《少年的你》       | [ 38 ] |
| 2020年 （第39屆） | 謝忠道               | 《犯罪現場》       | [ 38 ] |
| 2020年 （第39屆） | 司徒一雷             | 《幻愛》           | [ 38 ] |
| 2020年 （第39屆） | 葉紹麒               | 《花椒之味》       | [ 38 ] |
| 2020年 （第39屆） | 鄭兆強               | 《葉問4：完結篇》  | [ 38 ] |
| 2022年 （第40屆） | 鄭兆強               | 《智齒》           | [ 39 ] |
| 2022年 （第40屆） | 劉子健               | 《手捲煙》         | [ 39 ] |
| 2022年 （第40屆） | 馮遠文               | 《怒火》           | [ 39 ] |
| 2022年 （第40屆） | 潘耀明               | 《梅艷芳》         | [ 39 ] |
| 2022年 （第40屆） | 杜可風、蔡高比       | 《第一爐香》       | [ 39 ] |
| 2023年 （第41屆） | 鄭兆強               | 《神探大戰》       | [ 40 ] |
| 2023年 （第41屆） | 梁祐暢               | 《正義迴廊》       | [ 40 ] |
| 2023年 （第41屆） | 伍啟銘               | 《明日戰記》       | [ 40 ] |
| 2023年 （第41屆） | 秦鼎昌、蒙青、徐少江 | 《風再起時》       | [ 40 ] |
| 2023年 （第41屆） | 流星                 | 《窄路微塵》       | [ 40 ] |
| 2024年 （第42屆） | 潘耀明               | 《金手指》         | [ 41 ] |
| 2024年 （第42屆） | 流星                 | 《白日之下》       | [ 41 ] |
| 2024年 （第42屆） | 流星                 | 《年少日記》       | [ 41 ] |
| 2024年 （第42屆） | 鄭兆強、陶鴻武       | 《命案》           | [ 41 ] |
| 2024年 （第42屆） | 關智耀               | 《潛行》           | [ 41 ] |
| 2025年 （第43屆） | 鄭兆強               | 《九龍城寨之圍城》 | [ 42 ] |
| 2025年 （第43屆） | 劉君樂               | 《久別重逢》       | [ 42 ] |
| 2025年 （第43屆） | 秦鼎昌、梁祐暢       | 《爸爸》           | [ 42 ] |
| 2025年 （第43屆） | 潘耀明               | 《破·地獄》        | [ 42 ] |
| 2025年 （第43屆） | 潘耀明               | 《焚城》           | [ 42 ] |

## 外部連結
- 官方网站